# Mail Pablo-Picasso
Le mail Pablo-Picasso est un mail de Nantes, en France. C'est aussi l'une des artères principales du secteur nord du quartier d'affaires baptisé « Euronantes ».

## Situation et accès
Situé dans le quartier Malakoff - Saint-Donatien, cette artère rectiligne débute rue du Pont-de-l'Arche-de-Mauves, et se termine dans le prolongement de la rue du Progrès permettant ainsi de rejoindre le pont de Tbilissi. Elle dessert plusieurs voies dont le boulevard de Berlin.
Le mail est longé sur son côté sud d'une pelouse d'une vingtaine de mètres de large limitée par l'allée de l'Indre, bordée d'arbres, et agrémentée de bancs ainsi que de tables et d'une aire de jeux clôturé pour les enfants.
Depuis octobre 2013, le mail Pablo-Picasso est desservi par la ligne de Chronobus C3, ainsi que la ligne 5 de Busway (anciennement ligne de Chronobus C5) depuis février 2020.

## Origine du nom
Il rend honneur au peintre, dessinateur, sculpteur et graveur espagnol, Pablo Picasso (1881-1973).

## Historique
Créé dans le cadre du renouvellement urbain Malakoff Pré Gauchet des années 2000, le mail qui remplace la rue du Pré-Gauchet comme axe structurant du nouveau quartier en cours d'urbanisation, était bordé jusqu'alors par quelques entrepôts et par le centre de tri postal. Elle constitue une large artère reliant le quartier HLM de Malakoff jusque-là assez enclavé près du centre-ville.

## Voies secondaires environnantes

### Rue Nathalie-Lemel
Le conseil municipal approuve, le 5 octobre 2012, l'attribution de ce nom en référence à la militante féministe Nathalie Lemel (1826-1921) qui participa à la Commune de Paris. Cette voie se compose de deux sections perpendiculaires : un mail ouvrant sur le mail Pablo-Picasso et une voie piétonne la reliant à la rue Nina-Simone.

### Rue du Cher
Cette voie d'une longueur de 320 mètres, elle relie le mail Pablo-Picasso au boulevard de Sarrebruck. Baptisée à la suite d'une délibération du conseil municipal du 18 mars 1957, la portion initiale longeait alors le talus de ferroviaire supportant la ligne de Nantes à Saint-Gilles-Croix-de-Vie avant qu'elle prolongée vers le nord pour rejoindre le mail Pablo-Picasso à la suite d'une délibération du conseil municipal du 16 octobre 2009.

### Venelle du Thouet
Cette voie piétonne d'une longueur de 70 mètres, elle relie la rue du Cher à l'allée du Seil-de-Mauves.

### Venelle des Linottes
Cette voie piétonne qui relie le mail Pablo-Picasso à l'Allée de la Bouscarle-de-Cetti, fait référence à la linotte, passereau commun en Loire-Atlantique.

### Allée du Seil-de-Mauves
Cette voie piétonne qui relie le mail Pablo-Picasso à la rue du Cher, a été baptisée à la suite d'une délibération du conseil municipal du 16 octobre 2009, faisant référence au Seil de Mauves, un étier, aujourd'hui comblé, qui longeait la Loire depuis la commune de Mauves-sur-Loire situé dans la prairie aux Mauves après avoir traversé la petite Amazonie de Nantes.

### Venelle des Fauvettes
Cette voie piétonne qui relie le mail Pablo-Picasso à l'Allée de la Bouscarle-de-Cetti, fait référence à la fauvette, passereau commun en Loire-Atlantique.

### Allée de l'Indre
Située sur le côté sud de la rue du Progrès, et séparée de celle-ci par une bande de pelouse d'environ une trentaine de mètres de large, elle en constitue une contre-allée. Avant le réaménagement du quartier dans les années 2000, l'allée constituait le tronçon occidental de la rue de l'Indre toute proche.

### Rue du Progrès
Située à l'extrémité Ouest du mail, dans son prolongement, il permet à celui-ci d'aboutir au pont de Tbilissi et au quai Malakoff.

## Coordonnées des lieux mentionnés
1. ↑  Rue Nathalie-Lemel : 47° 13′ 02″ N, 1° 32′ 00″ O
2. ↑  Rue de l'Indre : 47° 12′ 52″ N, 1° 32′ 04″ O
3. ↑  Venelle du Thouet : 47° 12′ 54″ N, 1° 32′ 05″ O
4. ↑  Venelle des Linottes : 47° 12′ 57″ N, 1° 32′ 09″ O.
5. ↑  Allée du Seil-de-Mauves : 47° 12′ 54″ N, 1° 32′ 06″ O.
6. ↑  Venelle des Fauvettes : 47° 12′ 56″ N, 1° 32′ 12″ O
7. ↑  Allée de l'Indre : 47° 12′ 51″ N, 1° 32′ 18″ O
8. ↑  Rue du Progrès : 47° 12′ 51″ N, 1° 32′ 19″ O